# 越境合併
越境合併（えっきょうがっぺい）とは、市町村合併の内、都道府県の境界にわたる市町村の合併を指す。越県合併または県境合併ともいう。明治時代以降行われた。

## 概要
通常の合併は同一都道府県内の市町村同士で行われることがほとんどだが、県境に隣接していて地理的・経済的理由等で同一都道府県内よりも他県市町村との交流が深ければ、県境を越えた合併が模索される場合がある。
しかし越境合併では、関係市町村が属する双方の都道府県の議会の議決が必要であり、区域の一部を失う都道府県が反対して実現に至らないこともあり、通常の合併に比べ実現へのハードルは高い。
平成の大合併における越境合併の例として、2005年2月13日付けで長野県木曽郡山口村が岐阜県中津川市に編入されたが、この合併でも長野県知事・田中康夫が強硬に反対して関連議案を県議会に提出せず（不満な田中は知事机の上に案件書類を店晒しにしていたとされる）、議員提案によってようやく越境合併が実現した（田中康夫の項の市町村合併の節も参照）。
従来、合体（複数の市町村を廃止し、新たに市町村を設置すること）は「都道府県の境界変更」とされ、その旨の法律を制定する必要があるとされていた（地方自治法第6条第1項、昭和28年6月29日付け 自行行発第195号）。
前述の長野県山口村と岐阜県中津川市との合併が編入になった理由の一つでもあるが、それをきっかけとして平成16年法律第57号により地方自治法が改正され、「都道府県の境界にわたつて市町村の設置」があったときも市町村の境界変更の場合と同じく「都道府県の境界も、また、自ら変更する」こととなった（第6条第2項）。
この場合、設置される市町村がどの都道府県に属するかは、関係のある都道府県・市町村の申請に基づき総務大臣が合併の処分と併せて定めることになる（同法第7条第4項）。
都道府県界の境界変更によって飛び地が発生する例として、東京都町田市と神奈川県相模原市がある。両市では、過去7回にも及ぶ境界変更が行われた。理由としては、町田市と相模原市の境界を流れる境川の流路を直線化する工事に伴い、多くの飛び地が発生した。これにより7回に及ぶ境界変更が行われたが、依然飛び地問題は解消されていない。
なお、越境合併が実施されると自動車税徴収の都合で自動車のナンバープレートを変更することがあり、前述の旧山口村に登録されている自動車はすべて岐阜ナンバーに変更された。

## 越境合併一覧
| 効力を生じた日 | 扱い     | 編入元                                           | 編入先                                                                           |
| -------------- | -------- | ------------------------------------------------ | -------------------------------------------------------------------------------- |
| 1955年4月1日   | 境界変更 | 岐阜県恵那郡三濃村（横通地区を除く）             | 愛知県東加茂郡旭村（現:豊田市、横通地区は岐阜県恵那郡明智町（現:恵那市）へ編入） |
| 1958年4月1日   | 境界変更 | 京都府亀岡市西別院町の一部                       | 大阪府豊能郡東能勢村（現:豊能町）                                                |
| 1958年4月1日   | 廃置分合 | 京都府南桑田郡樫田村                             | 大阪府高槻市                                                                     |
| 1958年10月15日 | 廃置分合 | 埼玉県入間郡元狭山村                             | 東京都西多摩郡瑞穂町（一部は前日に埼玉県入間郡武蔵町へ編入）                     |
| 1958年10月15日 | 廃置分合 | 福井県大野郡石徹白村                             | 岐阜県郡上郡白鳥町（現:郡上市）（一部は前日に福井県大野郡和泉村へ編入）          |
| 1958年10月15日 | 廃置分合 | 長野県西筑摩郡神坂村（峠、馬籠、荒町地区を除く） | 岐阜県中津川市（峠、馬籠、荒町の各地区は前日に長野県西筑摩郡山口村へ編入）       |
| 1959年1月1日   | 廃置分合 | 栃木県足利郡菱村                                 | 群馬県桐生市                                                                     |
| 1960年7月1日   | 境界変更 | 群馬県山田郡矢場川村の東部                       | 栃木県足利市（西部は同日に群馬県太田市へ廃置分合により編入）                     |
| 1963年9月1日   | 境界変更 | 岡山県和気郡日生町福浦地区の一部                 | 兵庫県赤穂市                                                                     |
| 1968年4月1日   | 境界変更 | 栃木県安蘇郡田沼町入飛駒地区                     | 群馬県桐生市                                                                     |
| 2005年2月13日  | 廃置分合 | 長野県木曽郡山口村                               | 岐阜県中津川市                                                                   |

## 都道府県界の境界変更一覧
官報のオンライン検索が可能な1947年5月3日以降の事例のみ。これらの場合、合併関連ではなく河川整備や道路整備、都市計画などによる境界変更が多い。
| 効力を生じた日 | 編入元 | 編入先               |
| -------------- | --- | -------------------- |
| 1950年4月1日   | 埼玉県北足立郡戸田町大字上戸田字堤外の一部 | 東京都板橋区         |
| 1953年12月1日  | 広島県比婆郡八鉾村大字油木字三井野の一部 | 島根県仁多郡八川村   |
| 1953年12月1日  | 島根県那賀郡波佐村大字波佐字滝平の一部 | 広島県山県郡八幡村   |
| 1954年5月1日   | 埼玉県北足立郡戸田町大字上戸田字堤外の一部 | 東京都板橋区         |
| 1955年4月1日   | 岐阜県恵那郡三濃村大字の浅谷及び野原の区域 | 愛知県東加茂郡旭村   |
| 1956年1月1日   | 茨城県稲敷郡河内村大字生板鍋子新田の字出州及び出津の一部                                                                                           | 千葉県印旛郡栄町     |
| 1956年9月10日  | 佐賀県伊万里市山代町立岩字原の一部 | 長崎県松浦市         |
| 1958年4月1日   | 京都府亀岡市西別院町牧の一部 | 大阪府豊能郡東能勢村 |
| 1960年7月1日   | 群馬県山田郡矢場川村の一部 | 栃木県足利市         |
| 1961年7月1日   | 東京都練馬区土支田町の一部 | 埼玉県北足立郡大和町 |
| 1961年7月1日   | 埼玉県北足立郡大和町大字白子の一部 | 東京都練馬区         |
| 1963年9月1日   | 岡山県和気郡日生町の大字福浦の一部及び大字福浦地先海面のうち真尾鼻突端から綱崎突端まで引いた線以内の区域                                           | 兵庫県赤穂市         |
| 1964年8月1日   | 岩手県西磐井郡花泉町永井の字塔婆崎および字栢ノ木の一部                                                                                             | 宮城県登米郡中田町   |
| 1964年8月1日   | 宮城県登米郡中田町石森の字田中の一部及び字糠塚の一部                                                                                               | 岩手県西磐井郡花泉町 |
| 1965年4月1日   | 京都市福知山市字田野小字十郎野の一部 | 兵庫県氷上郡市島町   |
| 1965年4月1日   | 兵庫県氷上郡市島町下竹田の字十郎野の一部、字石原の一部及び字割谷の一部                                                                             | 京都府福知山市       |
| 1966年1月1日   | 千葉県香取郡下総町の一部 | 茨城県稲敷郡河内村   |
| 1966年1月1日   | 茨城県稲敷郡河内村の一部及び東村の一部 | 千葉県香取郡神崎町   |
| 1966年11月1日  | 広島県福山市大門町野々浜字カチヤ坂の一部 | 岡山県笠岡市         |
| 1966年11月1日  | 岡山県笠岡市茂平字堂面の一部及び字坂里の一部 | 広島県福山市         |
| 1968年2月1日   | 東京都町田市成瀬字一号の一部及び字三二号の一部 | 神奈川県横浜市       |
| 1968年4月1日   | 群馬県太田市大字沖ノ郷の一部及び群馬県邑楽郡邑楽村大字秋妻の一部                                                                                   | 栃木県足利市         |
| 1968年4月1日   | 栃木県足利市大字荒金字蓮前の一部 | 群馬県太田市         |
| 1968年4月1日   | 栃木県足利市大字荒金の一部 | 群馬県邑楽郡邑楽村   |
| 1968年4月1日   | 栃木県安蘇郡田沼町大字飛駒の一部 | 群馬県桐生市         |
| 1968年4月1日   | 栃木県芳賀郡二宮町大字口境の一部及び大字古山の一部                                                                                                 | 茨城県下館市         |
| 1971年4月1日   | 茨城県下館市の大字戸一の一部、大字子思儀の一部及び大字森添島の一部                                                                                 | 栃木県芳賀郡二宮町   |
| 1972年4月1日   | 千葉県佐原市の大字附洲新田の一部、大字磯山の一部及び大字加藤洲の一部                                                                               | 茨城県行方郡潮来町   |
| 1972年4月1日   | 茨城県行方郡潮来町大字潮来の字新々洲の一部、字新川敷の一部及び字関谷の一部                                                                         | 千葉県佐原市         |
| 1972年10月1日  | 茨城県稲敷郡東村大字野間谷原字飛地の一部 | 千葉県佐原市         |
| 1972年10月1日  | 千葉県佐原市大字野間谷原の一部 | 茨城県稲敷郡東村     |
| 1976年3月1日   | 栃木県芳賀郡二宮町の大字根小屋堀西の一部及び字屋敷付の一部                                                                                         | 茨城県真壁郡協和町   |
| 1976年3月1日   | 茨城県真壁郡協和町大字小栗字城山下の一部及び字関下の一部                                                                                           | 栃木県芳賀郡二宮町   |
| 1979年1月1日   | 群馬県太田市の大字植木野の一部及び大字矢場の一部                                                                                                   | 栃木県足利市         |
| 1979年1月1日   | 栃木県足利市の南大町の一部及び里矢場町の一部 | 群馬県太田市         |
| 1980年6月1日   | 栃木県小山市大字中河原字前川原の一部 | 茨城県下館市         |
| 1980年6月1日   | 茨城県結城市の大字結城の一部及び大字大谷瀬の一部                                                                                                   | 栃木県小山市         |
| 1980年6月1日   | 栃木県小山市の大字福良の一部及び大字中河原の一部                                                                                                   | 茨城県結城市         |
| 1980年6月1日   | 栃木県佐野市下羽田町字南袋の一部 | 群馬県館林市         |
| 1980年6月1日   | 群馬県館林市の大字上早川田の一部及び大字下早川田の一部                                                                                             | 栃木県佐野市         |
| 1982年12月1日  | 栃木県芳賀郡二宮町大字境の字東向田の一部及び字北口戸の一部                                                                                         | 茨城県下館市         |
| 1982年12月1日  | 茨城県下館市の大字口戸の一部、大字折本の一部及び大字樋口の一部                                                                                     | 栃木県芳賀郡二宮町   |
| 1985年1月29日  | 鹿児島県曽於郡末吉町大字深川字坂本の一部及び字十五之渡の一部                                                                                       | 宮崎県都城市         |
| 1985年1月29日  | 宮崎県都城市梅北町の一部 | 鹿児島県曽於郡末吉町 |
| 1985年2月1日   | 神奈川県大和市下鶴間の一部 | 東京都町田市         |
| 1985年2月1日   | 東京都町田市金森字十号の一部、鶴間の一部 | 神奈川県大和市       |
| 1997年1月20日  | 宮城県登米郡中田町上沼の字中田の一部及び字小中田待井の一部                                                                                         | 岩手県西磐井郡花泉町 |
| 1997年1月20日  | 岩手県西磐井郡花泉町永井の字八貫の一部及び字東方の一部                                                                                             | 宮城県登米郡中田町   |
| 1998年7月1日   | 栃木県小山市大字向野の一部 | 茨城県結城市         |
| 1998年7月1日   | 茨城県結城市大字結城の字上ノ宮の一部、字逆井の一部及び字四ツ京の一部                                                                               | 栃木県小山市         |
| 1999年12月1日  | 神奈川県相模原市上鶴間の字下河内の一部及び字上河内の一部                                                                                           | 東京都町田市         |
| 1999年12月1日  | 東京都町田市金森の一部 | 神奈川県相模原市     |
| 1999年12月1日  | 東京都町田市金森字十号の一部 | 神奈川県大和市       |
| 2000年5月15日  | 鹿児島県姶良郡吉松町鶴丸の字宮下の一部、字山下の一部及び字山角の一部                                                                               | 宮崎県えびの市       |
| 2000年5月15日  | 宮崎県えびの市大字亀沢の一部 | 鹿児島県姶良郡吉松町 |
| 2001年4月1日   | 宮城県登米郡中田町石森の字新糠塚の一部及び上沼字中田の一部                                                                                         | 岩手県西磐井郡花泉町 |
| 2001年4月1日   | 岩手県西磐井郡花泉町永井の字新栢の木の一部、字新塔婆崎の一部及び字八貫の一部                                                                       | 宮城県登米郡中田町   |
| 2004年12月1日  | 神奈川県相模原市の上鶴間の一部、鵜野森一丁目の一部及び古淵五丁目の一部                                                                             | 東京都町田市         |
| 2004年12月1日  | 東京都町田市の金森字二号の一部、原町田一丁目の一部、森野一丁目の一部、森野五丁目の一部、森野六丁目の一部及び金森一丁目の一部                       | 神奈川県相模原市     |
| 2005年2月1日   | 茨城県下館市の大字下高田の一部及び大字落合の一部                                                                                                   | 栃木県芳賀郡二宮町   |
| 2005年2月1日   | 栃木県芳賀郡二宮町の大字阿部品の一部及び大字大根田の一部                                                                                           | 茨城県下館市         |
| 2007年3月26日  | 鹿児島県曽於市財部町大字下財部字田平下の一部 | 宮崎県都城市         |
| 2007年3月26日  | 宮崎県都城市蓑原町の一部 | 鹿児島県曽於市       |
| 2007年12月1日  | 神奈川県相模原市の上鶴間本町三丁目の一部、上鶴間本町五丁目の一部、上鶴間本町九丁目の一部、鵜野森二丁目の一部、古淵一丁目の一部及び古淵四丁目の一部 | 東京都町田市         |
| 2007年12月1日  | 東京都町田市の森野一丁目の一部、森野二丁目の一部、森野六丁目の一部及び木曽町の一部                                                                 | 神奈川県相模原市     |
| 2010年3月1日   | 群馬県太田市の前小屋町の一部及び二ツ小屋町の一部                                                                                                   | 埼玉県深谷市         |
| 2010年3月1日   | 埼玉県深谷市の高島字向川原の一部 | 群馬県太田市         |
| 2010年12月1日  | 神奈川県相模原市の上鶴間本町八丁目の一部、東淵野辺二丁目の一部、淵野辺本町二丁目の一部、淵野辺本町三丁目の一部及び淵野辺本町五丁目の一部           | 東京都町田市         |
| 2010年12月1日  | 東京都町田市の木曽西一丁目の一部、木曽町の一部、根岸町の一部及び矢部町の一部                                                                       | 神奈川県相模原市     |
| 2013年12月1日  | 神奈川県相模原市の中央区淵野辺本一丁目の一部、上矢部一丁目と宮下本町一・二丁目の各一部及び南区古淵四丁目の一部                                     | 東京都町田市         |
| 2013年12月1日  | 東京都町田市の森野六丁目の一部及び小山町付近 | 神奈川県相模原市     |
| 2016年12月1日  | 神奈川県相模原市の中央区宮下本町二・三丁目の一部及び緑区東橋本三・四丁目の一部                                                                     | 東京都町田市         |
| 2016年12月1日  | 東京都町田市小山町の一部 | 神奈川県相模原市     |
| 2020年12月1日  | 神奈川県相模原市の中央区宮下本町二丁目の一部及び緑区橋本四・五丁目、町屋二・三丁目、東橋本三丁目の各一部                                           | 東京都町田市         |
| 2020年12月1日  | 東京都町田市小山町の一部及び相原町の一部 | 神奈川県相模原市     |

## 戦前の境界変更
- 明治4年11月（1871年12月）〜明治5年1月（1872年3月）
  - 北多摩郡・南多摩郡・西多摩郡に相当する地域の管轄が東京府（現武蔵野市域の一部）、長浜県（現狛江市域）、岩槻県（現青梅市の一部）、入間県（その他の地域）などから神奈川県に変更される[54]。
- 明治5年
  - 1月22日（1872年3月1日） – 東京府東多摩郡に相当する地域が神奈川県に移管される[54][55]。
  - 8月19日（1872年9月21日） – 現中野区域12村（中野村・江古田村・上鷺之宮村・雑色村・本郷村・本郷新田・新井村・上高田村・片山村・下鷺之宮村・上沼袋村・下沼袋村）および現杉並区域20村（高円寺村・馬橋村・永福寺村・上荻窪村・下荻窪村・久我山村・上高井戸村・下高井戸村・中高井戸村・田端村・成宗村・和泉村・大宮前新田・松庵村・和田村・上井草村・下井草村・天沼村・阿佐ヶ谷村・堀之内村）が東京府の管轄に戻ることが決定し、9月10日（1872年10月12日）に東京府の管轄に戻る[54]。
- 明治13年（1880年）5月10日 - 三重県桑名郡の内、鍋田川左岸の五明村・小島新田・福原新田・川原欠新田・赤津亀貝新田・加稲新田・加稲九郎治新田・三好新田・加稲附新田・富島新田・富島附新田・加稲山新田・稲荷崎新田・稲荷崎附新田・富崎新田・境新田の所属が愛知県海西郡に変更。
- 明治16年（1883年）11月1日 - 三重県桑名郡の江内村・油島新田・金廻村の所属が岐阜県下石津郡に変更。
- 明治19年（1886年）5月27日 - 福島県東蒲原郡の所属が新潟県に変更。
- 明治24年（1891年）6月15日 - 埼玉県新座郡榑橋村及び新倉村の一部が合併により、東京府北豊島郡大泉村となる。
- 明治26年（1893年）4月11日 - 神奈川県北多摩郡・南多摩郡・西多摩郡の所属が東京府に変更。
- 明治28年（1895年）4月1日
  - 千葉県東葛飾郡関宿町のうち権現堂川以北（関宿江戸町の一部）が茨城県西葛飾郡五霞村に、江戸川以西（関宿向河岸・関宿向下河岸および関宿江戸町・関宿内町の各一部）が埼玉県中葛飾郡豊岡村に編入。
  - 千葉県東葛飾郡新川村深井新田および平方新田のうち、江戸川西岸が埼玉県北葛飾郡三輪野江村に編入[56]。
- 明治29年（1896年）4月1日
  - 岡山県吉野郡石井村の所属が兵庫県佐用郡に変更。同時に讃甘村の一部も兵庫県佐用郡江川村に編入。
  - 福岡県上毛郡高浜村の一部が大分県下毛郡中津町に編入。
- 明治32年（1899年）4月1日 - 千葉県香取郡十余島村及び本新島村の大部分・金江津村の大部分の所属が茨城県稲敷郡に変更。同時に香取郡佐原町・新島村の各一部が本新島村に編入、香取郡神崎町の一部が十余島村に編入、印旛郡豊住村の一部が金江津村に編入。
- 明治40年（1907年）4月1日 - 埼玉県北足立郡保谷村の所属が東京府北多摩郡に変更。
- 大正15年（1926年）10月1日 - 北豊島郡岩淵町が埼玉県北足立郡横曽根村大字浮間を編入。

## 県界の確定・決定
参考として示す。1947年5月3日以降の事例のみ。
| 告示日         | 表現 | 関係自治体                                                                     |
| -------------- | ---- | ------------------------------------------------------------------------------ |
| 1984年11月30日 | 確定 | 宮城県刈田郡七ヶ宿町と山形県上山市                                             |
| 1986年5月29日  | 決定 | 青森県三戸郡田子町と岩手県二戸郡浄法寺町                                       |
| 1992年5月25日  | 確定 | 鳥取県境港市、同県米子市、島根県安来市、同県八束郡美保関町および同県同郡八束町 |
| 2008年12月25日 | 確定 | 青森県十和田市と秋田県鹿角郡小坂町                                             |
| 2010年9月30日  | 確定 | 熊本県球磨郡水上村と宮崎県東臼杵郡椎葉村                                       |

## 越境合併が要望・提案されていた自治体
- 青森県西津軽郡岩崎村 - 秋田県能代市や山本郡の合併協議会に、一時期オブザーバー参加していたが、最終的には青森県内の深浦町と合併した。
- 茨城県鹿島郡波崎町 - 2000年代前半頃に千葉県銚子市への越境合併構想があったものの、最終的には茨城県内の神栖町と合併して神栖市となった。
- 茨城県猿島郡五霞町 - 埼玉県幸手市との越境合併を目指し、2003年に合併協議会が設置されていた時期もあった。
- 群馬県利根郡川場村 - 東京都世田谷区の保養施設があることから、一部団体によって同区との合併が提案されていた。
- 栃木県下都賀郡絹村（現・小山市） - 同村は茨城県結城市の中心市街に近く、結城市に問屋が密集している結城紬の生産地であることから、生活や産業面で同市との関わりが強かったことから、住民によって結城市との合併が提案された。しかし栃木県は拒否し、絹村を隣接する桑村と合併させ、桑絹村が発足した。これに憤慨した旧絹村側の住民は妨害・抗議活動を起こし、1960年（昭和35年）に実施された桑絹村長選挙には267名が立候補するという前代未聞の事態が発生した。
- 東京都町田市・神奈川県相模原市 - 戦前には、相模原市の前身である相模原町が成立する前にも当時の町田町などを含めて原町田一帯の町村を一つにする話があり、戦後も相模原市が津久井郡を編入合併するまでは市役所から市民レベルまでの議論が活発であったが、相模原市の津久井郡編入合併に伴い議論は下火になった。
- 神奈川県津久井郡相模湖町・藤野町 - 平成の大合併において、両町が東京都八王子市との合併を要望したもの。その後、八王子市側が合併は困難と回答したため相模原市との協議となり、その後相模原市と合併した。
- 山梨県南都留郡道志村 - 神奈川県横浜市との合併構想。横浜市の水源が道志村にあることが縁となり、2003年6月12日に道志村民653名（全住民の3割超）の賛同をもって住民発議され、横浜市に合併を申し入れた。しかし、長距離の飛び地合併でもあるため神奈川県が困難との見解を示した。
- 山梨県北都留郡小菅村・丹波山村 - 東京都青梅市や、西多摩郡奥多摩町との合併を望む声があり、実際に丹波山村は奥多摩町に検討の申し入れを行ったこともある。
- 新潟県糸魚川市 - 隣接する長野県小谷村と合併して長野県へ編入されるという構想を2008年に一人の市議会議員が提起し、小谷村議会議長から賛同されたが、市長および長野県副知事から否定された[62]。詳細は糸魚川市#政治の項を参照。
- 静岡県熱海市泉（旧:賀茂郡泉村） - 昭和初期から神奈川県足柄下郡湯河原町への分離合併運動がしばしば起こっているが、その度に静岡県知事などの反対によって不成功に終わっている。なお、平成の大合併の際は熱海市自体が神奈川県編入を狙い、湯河原町との合併を申し出たが、湯河原町の町長の反対に住民投票も行われ9割以上の反対にて破談となる。
- 岐阜県羽島郡川島町（当時は川島村） - 昭和の大合併時に、当時の村長と一部住民から愛知県一宮市との越境合併を求める運動があった（その後消滅）。平成の大合併でもごく一部の住民から一宮市との越境合併の声があったが、2004年に川島町は各務原市に合併している。
- 福井県遠敷郡上中町 - 平成の大合併の際、滋賀県高島郡6町村との合併を検討していたことがあった。
- 三重県桑名郡木曽岬町（当時は木曽岬村） - 1956年に愛知県海部郡弥富町（現・弥富市）との越境合併を議決したが、それが原因で村民の意見が二分され村議会も解散。1959年に単独村を維持することで紛争を解決。平成の大合併においても桑名市・多度町・長島町・木曽岬町・東員町任意合併協議会から離脱し、越境合併の可能性を残している。
- 京都府八幡市 - 市制施行直後の1980年頃に市民が大阪府枚方市への越境合併および八幡市の大阪府への移行を要望していた時期もあった（提案には至らずその後自然消滅した）。
- 大阪府三島郡島本町 - 平成の大合併の際、京都府乙訓郡大山崎町との合併を検討していたことがあった。
- 岡山県笠岡市茂平地区（旧:小田郡城見村茂平） - 1963年頃、笠岡市から分離し広島県福山市との合併を検討。岡山県内での冷遇から経済発展が進む福山市への合併を求めた。合併協議会は住民の9割の署名を添え笠岡市、福山市に合併嘆願書が提出するも岡山県側の反対により至らず。→詳細は笠岡市#茂平村越県合併騒動の項を参照。
- 広島県因島市 - 平成の大合併の際、愛媛県越智郡弓削町・生名村・岩城村・魚島村との合併が取り沙汰されたことがあった[63]。
- 広島県大竹市 - 隣接する山口県玖珂郡和木町との合併が検討されていた。
- 福岡県北九州市（構想当初は門司市）と山口県下関市 - 詳細は関門都市圏#関門特別市を参照。
- 福岡県大牟田市・熊本県荒尾市 - 平成の大合併において、2002年頃に合併研究会が設けられていたが、まずはそれぞれの市の財政再建を優先することとし、合併は当面見送りとなった経緯がある。なお、両市はDIDが連続しており、生活圏も同じである。
- 福岡県久留米市・小郡市・佐賀県鳥栖市・三養基郡基山町 - 九州の州都を視野に入れて協議会などが開催されていた[64]。
- 福岡県築上郡吉富町・上毛町 - 大分県中津市とは旧:中津藩の頃から生活圏が連続しており、住民間で行われたアンケートでも隣接する豊前市よりも合併相手として挙げる声が根強くあった。現在も豊前市との合併より中津市との合併を両町とも模索している。
- 長崎県北松浦郡福島町・鷹島町 - 経済的結びつきが強かった佐賀県伊万里市との合併の機運が高かったが、県境合併を進めると周辺市町村との合併議論が進まないことから伊万里市が合併に難色を示したため、同県の松浦市と合併した。
- 長崎県壱岐市 - 市町村合併に伴う第一回市長選挙において福岡市との任意合併協議会設置を公約に掲げた候補者が当選した。しかし福岡市とは直線距離で80km近くも離れているのに加え、第二回市長選挙に出馬するも落選したため任意合併協議会は設置されなかった。